# 火山性地震
火山性地震是岩浆运动（注入或喷出）引起的地震，运动导致岩浆周围岩石中的压力变化。到达一定程度时，岩石可能会破坏或移动。地震也可能与堤坝侵入有关，并可能在地震群中发生。一个例子是在加拿大不列颠哥伦比亚中部的2007-2008年的纳兹科群震。
与火山及其喷发有关的其他类型的地震活动是长周期地震波，它是由突然的岩浆零星运动引起的，由于阻塞而阻止了流动。另一个是谐波震动，是地幔深处岩浆的稳定运动。